# Центр інноваційних технологій охорони здоров’я Державного управління справами
Державна наукова установа «Центр інноваційних технологій охорони здоров’я» Державного управління справами (ДНУ "ЦІТОЗ" ДУС) — державна наукова установа Державного управління справами (далі: Центр): є провідним науково-медичним закладом України. Попередня назва «Науково-практичний центр профілактичної та клінічної медицини Державного управління справами»
Має акредитаційний сертифікат Міністерства охорони здоров'я України вищої категорії та ліцензію на медичну практику.
Окрім здійснення чітко окреслених медично-наукових досліджень, повсякчас надає медичну допомогу прикріпленим особам (на підставі чинного в державі законодавства), представникам понад 130 іноземних дипломатичних представництв в Україні, а також усім громадянам України та інших держав без будь-яких обмежень на госпрозрахункових засадах.

## Історія
Під час будівництва приміщення центру в радянський період історії України була частково використана територія Звіринецького кладовища. Медичний заклад, що був споруджений на цій території у 1988 році, іменувався Поліклінікою №-1 Четвертого управління Міністерства охорони здоров'я УРСР, яка обслуговувала найвищу номенклатуру Комуністичної партії України, Ради міністрів УРСР, вищих керівників держави, Героїв Радянського Союзу, Героїв Соціалістичної Праці, усіх академіків та членів-кореспондентів республіканських академій наук, осіб з почесними науковими, творчими та спортивними званнями, членів родин загиблих та померлих партійних і державних службовців, які мали особливі заслуги перед Батьківщиною.
На виконання Розпорядження Кабінету міністрів України та Розпорядження Керівника Державного управління справами у 2009 році на базі поліклініки №-1 створено Державну наукову установу ‘Науково-практичний центр профілактичної та клінічної медицини" Державного управління справами. 
26 квітня 2024 року розпорядженням №-366-р Кабінету Міністрів України центр реорганізовано у «Центр інноваційних технологій охорони здоров’я Державного управління справами».

## Сучасний стан
В Центрі працюють 1373 співробітників, 941 медичних працівників  з 58 лікарських спеціальностей. Серед них 59 науковців.
Основними підрозділами Центру є:
Наукові відділи:
внутрішньої медицини, малоінвазивної хірургії, організації медико-санітарної допомоги.
Медико-санітарну допомогу прикріпленому населенню надають:
Клінічні відділення:
три терапевтичні, кардіологічне, неврологічне, хірургічне, отоларингологічне, офтальмологічне, урологічне, жіноча консультація, дерматологічне, стоматологічне (терапевтичне), стоматологічне (ортопедичне).
Клініко-діагностичний центр:
клініко-діагностична лабораторія, бактеріологічна лабораторія, відділення ультразвукової діагностики, відділення функціональної діагностики та ультразвукового дослідження серцево-судинної системи, рентгенологічне відділення.

## Структурні підрозділи
Важливими структурними підрозділами Центру є:
-Хірургічний центр зі стаціонаром короткострокового перебування.
-Денний стаціонар терапевтичного профілю
-Дитячий консультативно-лікувальний центр
-Центр реабілітації
-Підстанція швидкої медичної допомоги
Два амбулаторних відділення та пункти охорони здоров'я у центральних органах державної влади.
До структури центру також входять адміністративні, фінансово-економічні підрозділи, інформаційно-аналітичний центр та господарські служби.

## Медична освіта
Важливими медично-освітніми підрозділами Центру є: Центр підвищення кваліфікації лікарів та молодших спеціалістів з медичною освітою та навчально-тренувальний центр.
Щорічно до навчального процесу залучаються наукові працівники та висококваліфіковані лікарі, зокрема 19 докторів та 38 кандидатів медичних наук. За 5 років у Центрі підвищили свою медичну кваліфікацію понад 1600 лікарів та понад 2300 молодших фахівців. За 7 років існування Навчально-тренувального центру, свою медичну кваліфікацію підвищили понад 3700 медичних працівників.

## Наукова діяльність
В структурі центру функціонують 3 наукових відділи:
-Науковий відділ внутрішньої медицини,
-Науковий відділ малоінвазивної хірургії,
-Науковий відділ організаційної медичної допомоги.
З 2010 року виконуються 3 науково-дослідні роботи (НДР з державною реєстрацією):
-«Вдосконалення надання медичної допомоги хворим на артеріальну гіпертензію з супутньою патологією на амбулаторно-поліклінічному етапі»,
-«Вдосконалення малоінвазивного хірургічного лікування та знеболювання при захворюваннях черевної стінки, кішківника, жовчного міхура та жовчовивідних шляхів, матки, вен, хребта, органів слуху в умовах хірургічного стаціонару короткочасного перебування»,
-«Розробка моделі організації надання первинної та окремих видів спеціалізованої медико-санітарної допомоги в умовах великого міста з урахуванням особливостей контингенту населення, що обслуговується в ДНУ Державного управління справами».
За час діяльності Центру отримано 39 патентів України на винаходи, видано 17 методичних рекомендацій МОЗ України, видано 24 інформаційних листа МОЗУ, 30 науково-медичних пропозицій включено до Реєстру галузевих нововведень МОЗУ, опубліковано 6 науково-медичних монографій, 3 освітньо-медичних посібники, близько 500 статей у фахових національних та міжнародних виданнях, проведено 12 наукових форумів міжнародного рівня.
Захищено 1 докторську, 3 кандидатських дисертації. Апробовано 3 кандидатські дисертації. Наразі виконуються 18 кандидатських та 1 докторська дисертації.

## Новітні технології обслуговування
Спільно з Міністерством охорони здоров'я України, вперше в державі у 2013 році створено унікальну новітню систему «Єдина електронна медична картка», на підставі європейського та світового досвіду. Для її функціонування створено близько 150 комп'ютерних робочих лікарняних місць, поєднаних між собою, архів медичної пам'яті на кожного пацієнта. Дана система офіційно рекомендована Міністерством охорони здоров'я України для запровадження іншими медичними закладами держави. Для цього в центрі створено навчальні курси для усіх бажаючих медиків України.

## Амбулаторно-поліклінічна допомога

### медичне забезпечення осіб, що мають особливі заслуги перед Україною
Наразі до Центру прикріплені на бюджетне обслуговування близько 35 тисяч пацієнтів, включно: усі Герої України держави, Герої Радянського Союзу та Кавалери усіх орденів «Слави», понад 8 тисяч ветеранів війни та праці, які мають особливи заслуги перед Україною, понад 2 тисячі учасників ліквідації наслідків Чорнобильської катастрофи та учасників бойових дій, які мають особливі заслуги перед Україною. Також на медичне обслуговування прикріплені усі академіки та члени-кореспонденти Національної академії наук України, Національної академії медичних наук України, Національної академії аграрних наук України, Національної академії педагогічних наук України та інших національних академій України (загалом понад 3 тисячі чоловік), усі Народні артисти України, Народні художники України та особи з вищими Почесними званнями України, включно і спортивними.

### медичне забезпечення найвищих державних керівників
За нагальної потреби, Центр забезпечує оперативне та стаціонарне лікування Президента України-Верховного Головнокомандувача Збройних сил України, Голови Верховної Ради України, Прем'єр-міністра України та інших найвищих державних діячів України. На час лікування для них створюються усі вичерпні умови для повноцінного виконання важливих належних Конституційних повноважень по оперативному управлінню державою на всій території України, включно і в умовах надзвичайного чи воєнного стану. Подібних належних відповідних умов немає в жодному іншому медичному закладі Києва та України.

### медичне забезпечення відповідальних державних службовців
До Центру прикріплені усі Народні депутати та відповідальні працівники Верховної Ради України, Адміністрації Президента України, Ради національної безпеки та оборони України, Кабінету міністрів України, Конституційного Суду, Верховного суду, Центральної виборчої комісії, Генеральної прокуратури та інших центральних органів влади. Центр надає нагальну медичну допомогу працівникам усіх понад 130 іноземних представництв та Посольств, які розташовані у Києві, найвищим Ієрархам усіх Церков України, керівникам творчих та громадських організацій України. Щорічно відсоток даних осіб у загальній кількості амбулаторних та стаціонарних хворих складає близько 3% до загальної кількості пацієнтів, більшість з яких є особами похилого віку.

### стаціонарне лікування пацієнтів
В разі невідкладної медичної допомоги, пацієнти Центру направляються на стаціонарне лікування до Клінічної лікарні «Феофанія» Державного управління справами, яка також надає медичні послуги на госпрозрахункових засадах усім повнолітнім громадянам України та іноземних держав без будь-яких обмежень.

### забезпечення цивільного захисту пацієнтів
У Центрі наявний високий рівень цивільного захисту пацієнтів під час надзвичайного та військового станів з надійною належною інфраструктурою, що реально забезпечує високий рівень національної безпеки та оборони України.
В разі оголошення в державі військового стану та вичерпної заповненості військово-медичних закладів України, Центр а також Клінічна лікарня "Феофанія" спроможні надавати оперативну реанімаційну допомогу військовослужбовцям з вогнестрільними пораненнями та суттєвими травмами, а також максимально сприяти державним службам з надзвичайних ситуацій та військовим відомствам України в оперативному розгортанні військових мобільних госпіталів з наданням сучасної медичної апаратури та ліків.

### медичні послуги корпоративним клієнтам
Також Центр надає постійну медичну амбулаторну допомогу понад 20 тисячам громадян різноманітних організацій міста Києва та України на госпрозрахункових договірних засадах.

### медичні послуги усім громадянам
Центр, за затвердженими госпрозрахунковими розцінками без будь-яких обмежень надає максимально вичерпний наявний спектр діагностичних та медичних послуг усім громадянам України та іноземних держав. Тут вперше в Україні запроваджено максимально спрощену систему медичного обслуговування пацієнтів /тобто, після здійснення оплати необхідних лікарняних послуг, вони надаються особі негайно/. При цьому, належні законодавчі податки за усі надані послуги негайно надходять до державного бюджету України. У зв'язку з наданням великої кількості платних послуг усім потребуючим громадянам, Центр окуповує щорічні бюджетні кошти приблизно на 30%. Про весь спектр наявних медичних послуг можна вичерпно дізнатися за допомогою офіційного сайту Центру.

### лікування військовослужбовців
Консультування, діагностування та лікування військовослужбовців здійснюється за направленнями та попереднім узгодженням з медичними підрозділами військових відомств держави.

### медичне забезпечення керівників-представників дипломатичних місій
Наразі в Україні діють понад 130 повноважних дипломатичних місій-представництв іноземних країн та відповідальних міжнародних організацій! Чинним законодавством, функції відповідального забезпечення успішної діяльності усіх дипломатичних місій покладені на Генеральну дирекцію з обслуговування іноземних представництв Державного управління справами. Ця сфера дипломатичної діяльності є настільки важливою, що Генеральна дирекція є єдиною з державних установ України, яка поряд з Міністерством закордонних справ України офіційно наділена високим повноважним статусом дипломатичної установи, а її керівник наділений високим дипломатичним рангом-статусом Надзвичайного і Повноважного посланника,  який надає йому можливість для вирішення усіх найвідповідальніших питань в діяльності іноземних представництв з повноважними керівниками дипломатичних місій-представництв усіх іноземних країн та міжнародних організацій. Оперативні питання медичного забезпечення усіх керівників-представників дипломатичних місій вирішується Центром, спільно з Генеральною дирекцією з обслуговування іноземних представництв. Саме, через означені відповідальні функції по надійному медичному забезпеченню величезного дипломатичного корпусу, представленого нині в Україні, зумовлюється юридична необхідність підпорядкування Центру та Клінічної лікарні "Феофанія" Державному управлінню справами. Наразі, жоден медичний державний заклад Міністерства охорони здоров'я України неспроможний надати належну медичну допомогу, а також необхідні для дипломатичних представників умови перебування в лікарняних закладах. Згідно чинних міжнародних угод, усі країни зобов'язані надавати безкоштовну оперативну та стаціонарну медичну допомогу представникам-керівникам дипломатичних установ зі створенням у медичному закладі усіх умов для можливості повноцінного виконання їх відповідальних дипломатичних функцій.